# Passage Verdeau
Die Passage Verdeau ist eine überdachte Ladenpassage mit Glasdach aus der Mitte des 19. Jahrhunderts im 9. Arrondissement in Paris.

## Lage

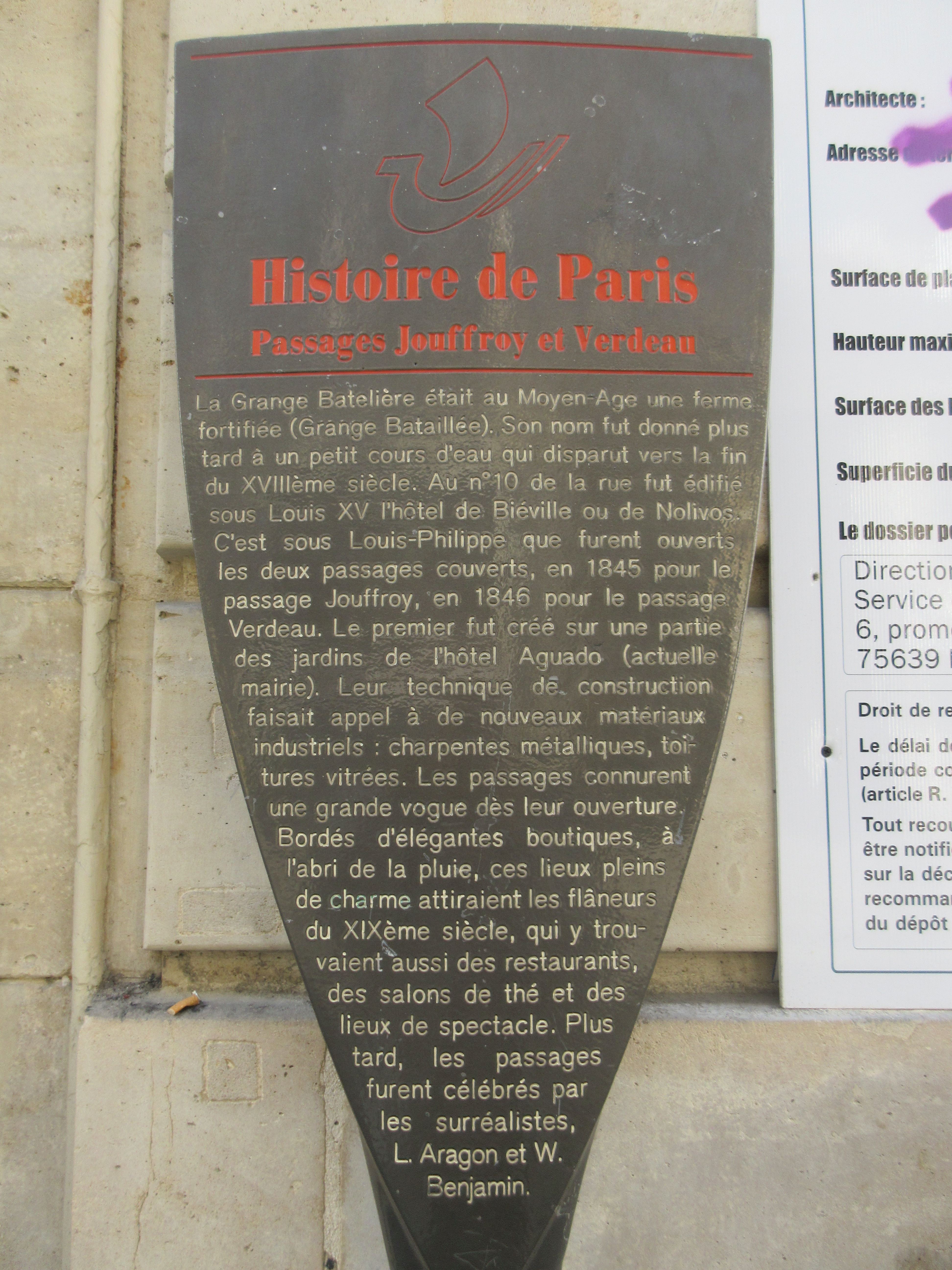
Orientierungstafel
«Passage Jouffroy und Verdeau»

Die Passage Verdeau befindet sich zwischen der Rue de la Grange–Batelière Nr. 6 und der Rue du Faubourg Montmartre Nr. 31 bis, in einem gemischten Wohn- und Geschäftsviertel in der Nähe der Grands Boulevards. In diesem Viertel befindet sich in kurzer Entfernung voneinander die meisten noch erhaltenen Passagen von Paris: Passage Jouffroy und Passage des Panoramas, beide im 9. Arrondissement, Passage Brady und Passage du Prado, beide im 10. Arrondissement und Passage du Caire im 2. Arrondissement.
Die Passage Verdeau kann man als Verlängerung der Passage des Panoramas und der Passage Jouffroy bezeichnen, denn man verlässt die eine Passage, überquert eine Straße und betritt sofort die nächste Passage. So reihen sich diese drei Passagen hintereinander und die Idee des 19. Jahrhunderts, den Flaneur in einer eigens geschaffenen Umgebung in eine besondere Stimmung zu versetzen, ist heute noch erlebbar.
Grands Boulevards ist die nächste Metrostation mit den Linien   und .

## Namensursprung
Die Passage erhielt den Namen von M. Verdeau, der zu den Unterstützern und Aktionären der Société du passage Jouffroy gehörte. Er war auch der Erfinder des Wäscheverleihsystems für Hotels und möblierte Wohnungen.

## Geschichte
Die Passage Verdeau ist die Verlängerung der Passagen Panoramas und Joffroy und wurde 1846 von der  Société du passage Jouffroy errichtet. Sie stand immer im Schatten der beiden benachbarten Passagen, da sie nicht wie die anderen einen Zugang von den Grands Boulevards besitzt.  Sie hat ein hohes Glasdach und ist sehr hell, der Dekor nimmt die Stilelemente des Neoklassizismus auf.
Die Nähe zum Hôtel Drouot, einem Versteigerungshaus für Kunst, hat dazu geführt, dass vor allem Antiquariate und Kunsthändler sich in der Passage niederließen. Ein Fotogeschäft besteht hier seit 1901.

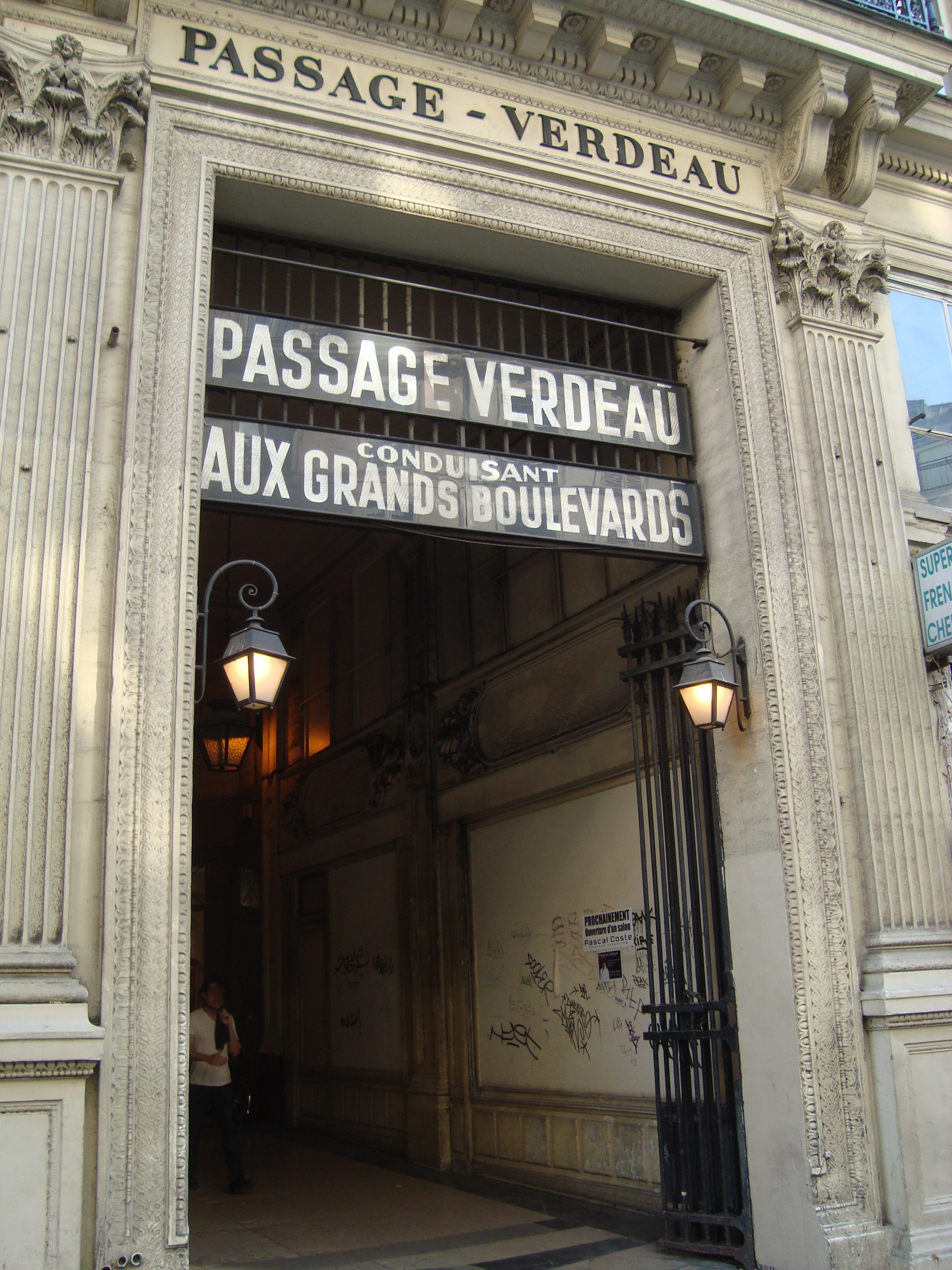
Eingang an der Rue du Faubourg-Montmartre
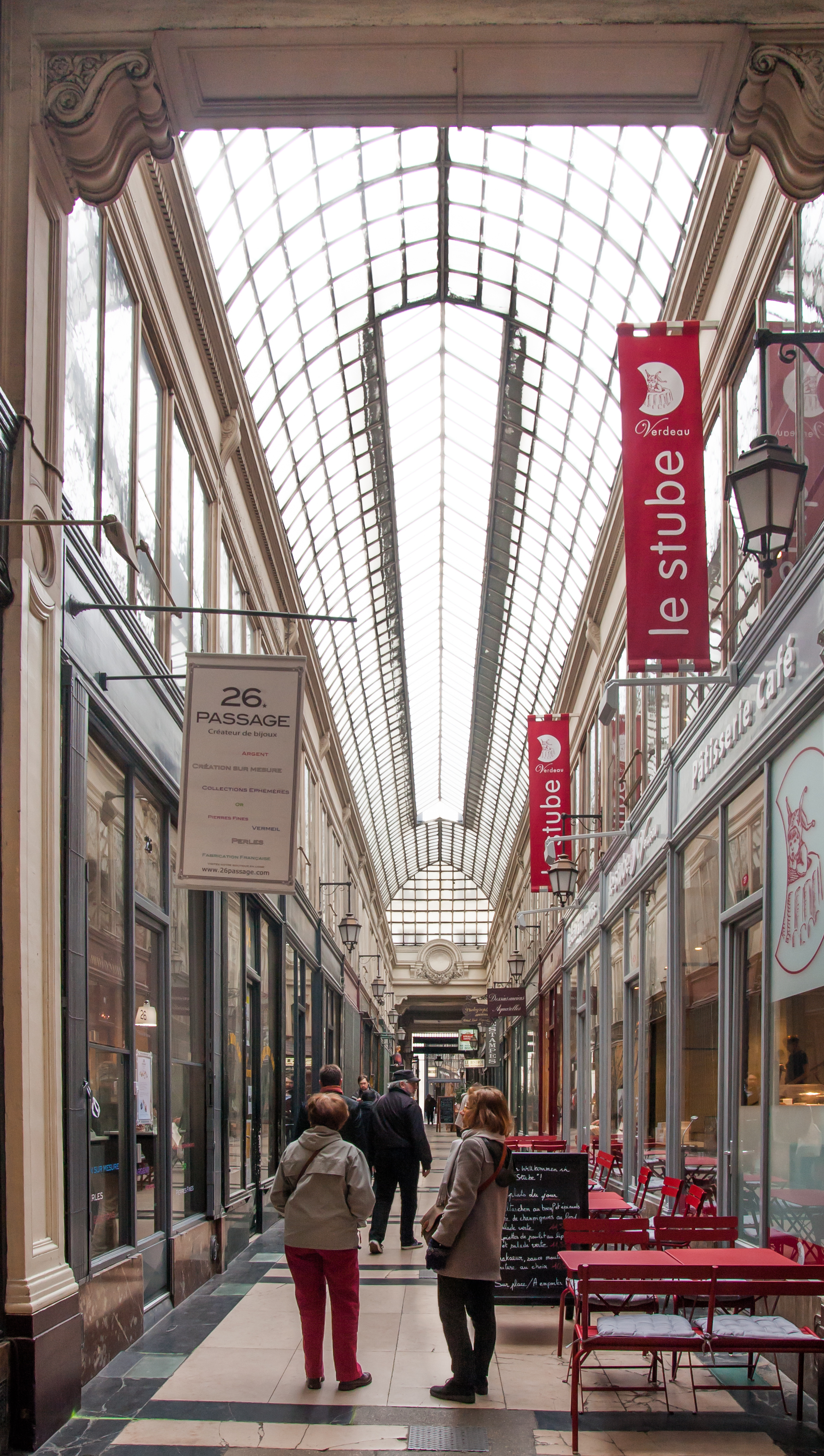
Das Glasdach …
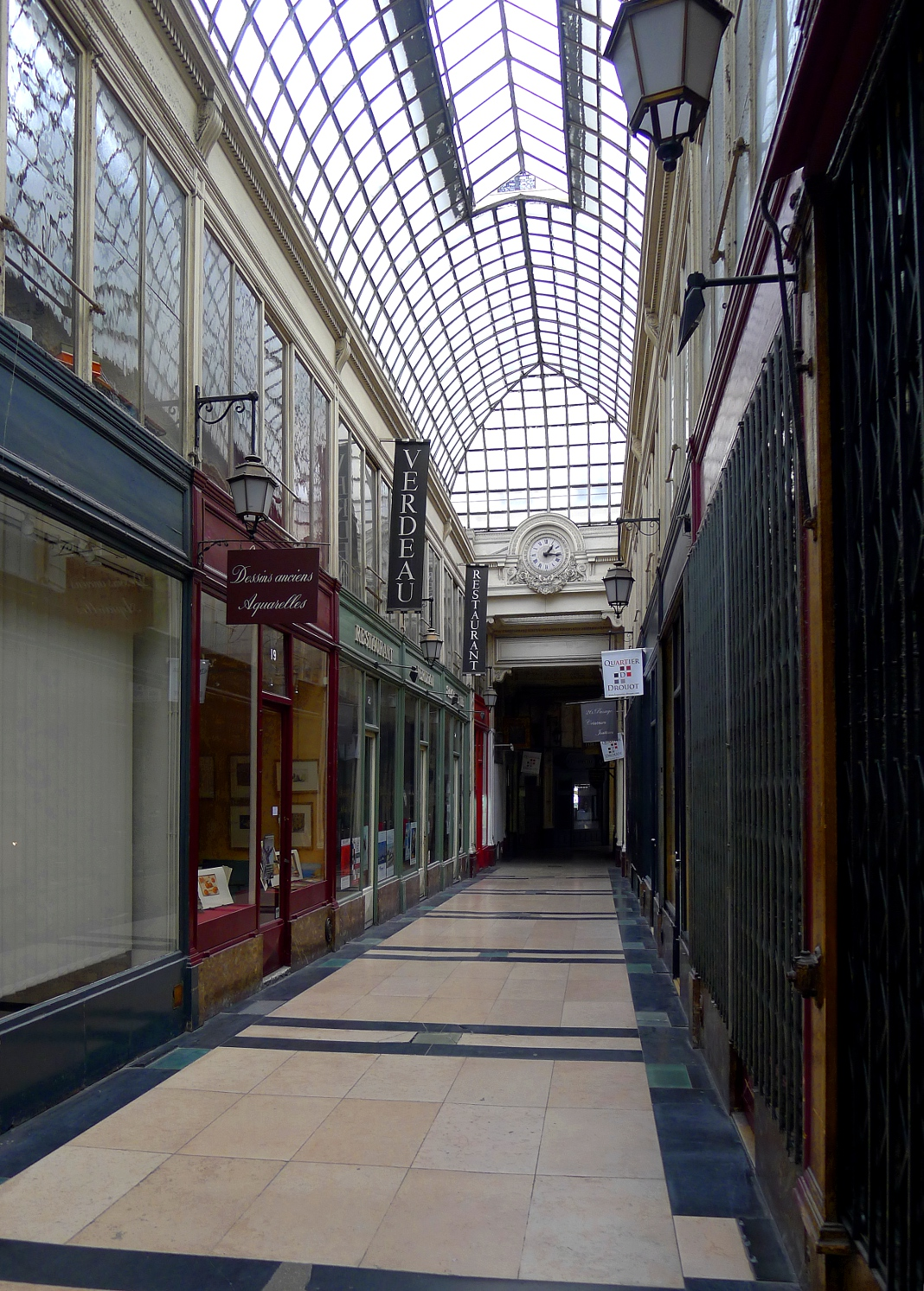
… bei Tag